# Скереда галузиста
Скереда галузиста (Crepis ramosissima) — вид рослин з родини айстрових (Asteraceae), поширений у Болгарії, Румунії, Молдові, Україні, півдні Росії.

## Опис
однорічна рослина 10–50 см. Стебла від середини або від основи сильно розгалужені. Листки довгасто-оберненояйцевидні до лінійних; нижні стеблові листки в нижній їхній частині виїмчасто-зубчасті до перисто-надрізаних; як і стебла, шорсткі від коротких незалозистих блідих щетинок або шипиків. Кошики у волотистому загальному суцвітті. Квітконоси із залозистим запушенням.

## Поширення
Поширений у Болгарії, Румунії, Молдові, Україні, пд. Росії.
В Україні вид зростає у степах, на степових схилах, річкових і приморських пісках — на півдні Степу, заходить і в Крим, рідко.